# Gnypeta
Gnypeta är ett släkte av skalbaggar som beskrevs av Thomson 1858. Gnypeta ingår i familjen kortvingar.

## Dottertaxa tillGnypeta, i alfabetisk ordning[1][2]
- Gnypeta abducens
- Gnypeta atrolucens
- Gnypeta baltifera
- Gnypeta bockiana
- Gnypeta boulderensis
- Gnypeta brevicornis
- Gnypeta brincki
- Gnypeta brunnescens
- Gnypeta caerulea
- Gnypeta carbonaria
- Gnypeta citrina
- Gnypeta crebrepunctata
- Gnypeta curtipennis
- Gnypeta deserticola
- Gnypeta elsinorica
- Gnypeta experta
- Gnypeta floridana
- Gnypeta harfordi
- Gnypeta helenae
- Gnypeta impressiceps
- Gnypeta incrassata
- Gnypeta laticollis
- Gnypeta leviventris
- Gnypeta limatula
- Gnypeta linearis
- Gnypeta lucens
- Gnypeta majuscula
- Gnypeta manitobae
- Gnypeta modica
- Gnypeta mollis
- Gnypeta nigrella
- Gnypeta oblata
- Gnypeta oregona
- Gnypeta pallidipes
- Gnypeta primalis
- Gnypeta punctulata
- Gnypeta ripicola
- Gnypeta rubrior
- Gnypeta sellmani
- Gnypeta sensilis
- Gnypeta shastana
- Gnypeta sparsella
- Gnypeta transversa
- Gnypeta uteana
- Gnypeta ventralis
- Gnypeta wickhami